# Карис, Мартин
Мартин Карис (эст. Martin Karis; род. 20 октября 1981, Тарту) — эстонский флорболист и футболист. Сын президента Эстонии Алара Кариса.

## Биография
Родился 20 октября 1981 года в городе Тарту, Эстонской ССР, в семье будущего президента Эстонии (с 2021 года) Алара Кариса и первой леди Сирье Карис. Окончил гимназию им. Мийны Хярма в 2000 году и Тартуский университет в 2005.
В 5-летнем возрасте начал заниматься теннисом под руководством Марта Полакесе. С 1988 по 1994 год тренировался у Маргуса Картау. С 2001 года сам работает тренером в различных теннисных клубах Эстонии.
Занимался также футболом. На профессиональном уровне дебютировал в 2003 году в составе клуба «Таммека», за который сыграл 4 матча в первой лиге Эстонии. С 2005 по 2007 год выступал за «Вялк-494». За три года проделал с командой путь из третьей в первую лигу Эстонии. В 2007 году в первой лиге сыграл 23 матча и забил 7 голов, но вместе с командой занял предпоследнее место в лиге. По окончании сезона «Вялк» был объединён с тартуским «Сантосом» (вторая лига). После сезона в «Сантосе» перешёл в ФК «Луунья». Выступал за команду в третьей (2009—10) и второй (2011—12) лигах. Летом 2012 года перешёл в «Кваттромед» (Тарту). По некоторым данным, в 2013 году вернулся в «Сантос», но на поле больше не выходил.
Наибольших успехов добился во флорболе. 7 раз становился чемпионом Эстонии в составе клуба Jõgeva Tähe и 1 раз в составе Augur/Wastelandi (2012 г.). Также с 1999 года был членом сборной Эстонии по флорболу. В её составе участник трёх чемпионатов мира в дивизионе B (2002, 2004, 2006) и двух в высшем дивизионе. На чемпионате мира 2008 года провёл 5 матчей, на ЧМ-2010 сыграл 5 матчей, отметился голом и голевой передачей.